# Inga Juuso
Inga Juuso (* 5. Oktober 1945 in Jokkmokk, Schweden; † 23. August 2014) war eine samisch-norwegische Joikerin und Schauspielerin.

## Leben

### Herkunft
Juuso ist in Jokkmokk in Schweden geboren, nachdem ihre Eltern aus der im Krieg besetzten Finnmark fliehen mussten. Nach Ende des Krieges kehrten sie nach Norwegen zurück und Juuso wuchs in Alta auf. In dieser Zeit war das Leben der Samen stark von der Norwegisierung geprägt. Juuso kämpfte später gegen die Verdrängung des Samischen an und setzte sich für die samischen Sprachen und die samische Kultur ein. Sie lernte bereits als Kind die traditionelle samische Gesangstechnik des Joikens.
Als ausgebildete Journalistin arbeitete Juuso unter anderem bei NRK Sápmi, dem samischen Angebot des norwegischen Rundfunks Norsk rikskringkasting (NRK). Sie war zudem als Joiklehrerin tätig.

### Musikerin
Im Jahr 1991 veröffentlichte sie ihr Debütalbum Ravddas Ravdii. Sie kombinierte ihren Joikgesang im Laufe ihrer Karriere mit verschiedenen Musikrichtungen, etwa mit Jazz und Weltmusik. Ab 1999 war sie unter anderem als Kulturvermittlerin und Fylkesjoikerin für die damalige Provinz Troms tätig. 2003 gründete sie die Band Inga Juuso Group, die 2008 das Album Váimmu ivnnit/Pattern of the heart herausgab. Im gleichen Jahr bildete Juuso gemeinsam mit dem Jazzbassisten Steinar Raknes das Duo Skáidi. Das Duo, das bereits davor zusammengearbeitet hatte, veröffentlichte ebenfalls im Jahr 2008 die Platte Where the rivers meet. 
Als erste samische Musikerin konnte sie im Jahr 2012 die Kategorie „Volksmusikerin des Jahres“ beim Volksmusikpreis Folkelarm für sich entscheiden. Bereits im Jahr davor gewann sie beim norwegischen Musikpreis Spellemannprisen in der Kategorie „offene Klasse“.
Sie gilt als eine der wichtigsten samischen Solokünstler ihrer Zeit und diente unter anderem für Mari Boine als Vorbild.

### Schauspielerin
Neben ihrer musikalischen Tätigkeit arbeitete Inga Juuso auch als Schauspielerin. 1989 begann sie beim samischen Beaivváš Sámi Našunálateáhter in Kautokeino zu spielen. Auch am samischen Theater in Kiruna und weiteren Theatern in Stockholm und Jukkasjärvi war sie tätig. Im Jahr 2005 spielte sie im Film Die Rebellion von Kautokeino von Nils Gaup mit.

### Tod
Juuso starb am 23. August 2014 nach längerer Krankheit.

## Auszeichnungen
Spellemannprisen
- 2011: „offene Klasse“ (für Balggis)
- 2011: Nominierung in der Kategorie „offene Klasse“ (mit Steinar Raknes für Headland – Skáidegeahči)
- 2011: Nominierung in der Kategorie „Volksmusik/Gammaldans“ (mit Harald Skullerud)

weitere Auszeichnungen
- 2012: „Volksmusikerin des Jahres“ (Folkelarm)
- 2012: offene Klasse (Folkelarm)

## Diskografie
- 1991: Ravddas Ravdii
- 1993: Orbina
- 1998: Earthsongs (mit Anders Hagberg)
- 1999: Čalbmeliiba (mit Johan Sara)
- 2002: Orbina II
- 2008: Váimmu Ivnnit / Patterns of the heart (mit Inga Juuso Group)
- 2008: Where the rivers meet (mit Skáidi)
- 2011: Bálggis (mit Bárut)
- 2011: Juusk (mit Harald Skullerud)
- 2011: Headland – Skáidegeahči  (mit Skáidi)